# Isolierte Singularität
Isolierte Singularitäten werden im mathematischen Teilgebiet der Funktionentheorie betrachtet. Es handelt sich um isolierte Punkte in der Menge der Singularitäten einer holomorphen Funktion. Man unterscheidet bei isolierten Singularitäten zwischen hebbaren Singularitäten, Polstellen und wesentlichen Singularitäten.

## Definition
Es sei {\displaystyle \Omega \subseteq \mathbb {C} } eine offene Teilmenge, {\displaystyle z_{0}\in \Omega }. Ferner sei {\displaystyle f\colon \Omega \setminus \{z_{0}\}\to \mathbb {C} } eine holomorphe komplexwertige Funktion. Dann heißt {\displaystyle z_{0}} isolierte Singularität von {\displaystyle f}.

## Klassifizierung
Jede isolierte Singularität gehört einer der folgenden drei Klassen an:
- Der Punkt {\displaystyle z_{0}} heißt hebbare Singularität, wenn {\displaystyle f} auf {\displaystyle \Omega } holomorph fortsetzbar ist. Nach dem Riemannschen Hebbarkeitssatz ist dies genau dann der Fall, wenn {\displaystyle f} in einer Umgebung von {\displaystyle z_{0}} beschränkt ist.
- Der Punkt {\displaystyle z_{0}} heißt Polstelle oder Pol, wenn {\displaystyle z_{0}} keine hebbare Singularität ist und es eine natürliche Zahl {\displaystyle k} gibt, sodass {\displaystyle (z-z_{0})^{k}\cdot f(z)} eine hebbare Singularität bei {\displaystyle z_{0}} hat. Ist das {\displaystyle k} minimal gewählt, dann sagt man, {\displaystyle f} habe in {\displaystyle z_{0}} einen Pol {\displaystyle k}-ter Ordnung.
- Andernfalls heißt {\displaystyle z_{0}} eine wesentliche Singularität von {\displaystyle f}.

Hebbare Singularitäten und Polstellen werden auch unter dem Begriff außerwesentliche Singularität zusammengefasst.

## Isolierte Singularitäten und die Laurentreihe
Der Typ der Singularität lässt sich auch an der Laurentreihe
{\displaystyle \sum _{n=-\infty }^{\infty }a_{n}(z-z_{0})^{n}}
von {\displaystyle f} in {\displaystyle z_{0}} ablesen:
- Eine hebbare Singularität liegt genau dann vor, wenn der Hauptteil verschwindet, d. h. {\displaystyle a_{n}=0} für alle negativen ganzen Zahlen {\displaystyle n}.
- Ein Pol {\displaystyle k}-ter Ordnung liegt genau dann vor, wenn der Hauptteil nach {\displaystyle k} Gliedern abbricht, d. h. {\displaystyle a_{-k}\neq 0} und {\displaystyle a_{n}=0} für alle {\displaystyle n<-k}.
- Eine wesentliche Singularität liegt genau dann vor, wenn unendlich viele Glieder mit negativem Exponenten nicht verschwinden.

Aussagen über die Eigenschaften holomorpher Funktionen an wesentlichen Singularitäten machen der Große Satz von Picard und
als einfacherer Spezialfall davon der Satz von Casorati-Weierstraß.

## Beispiele

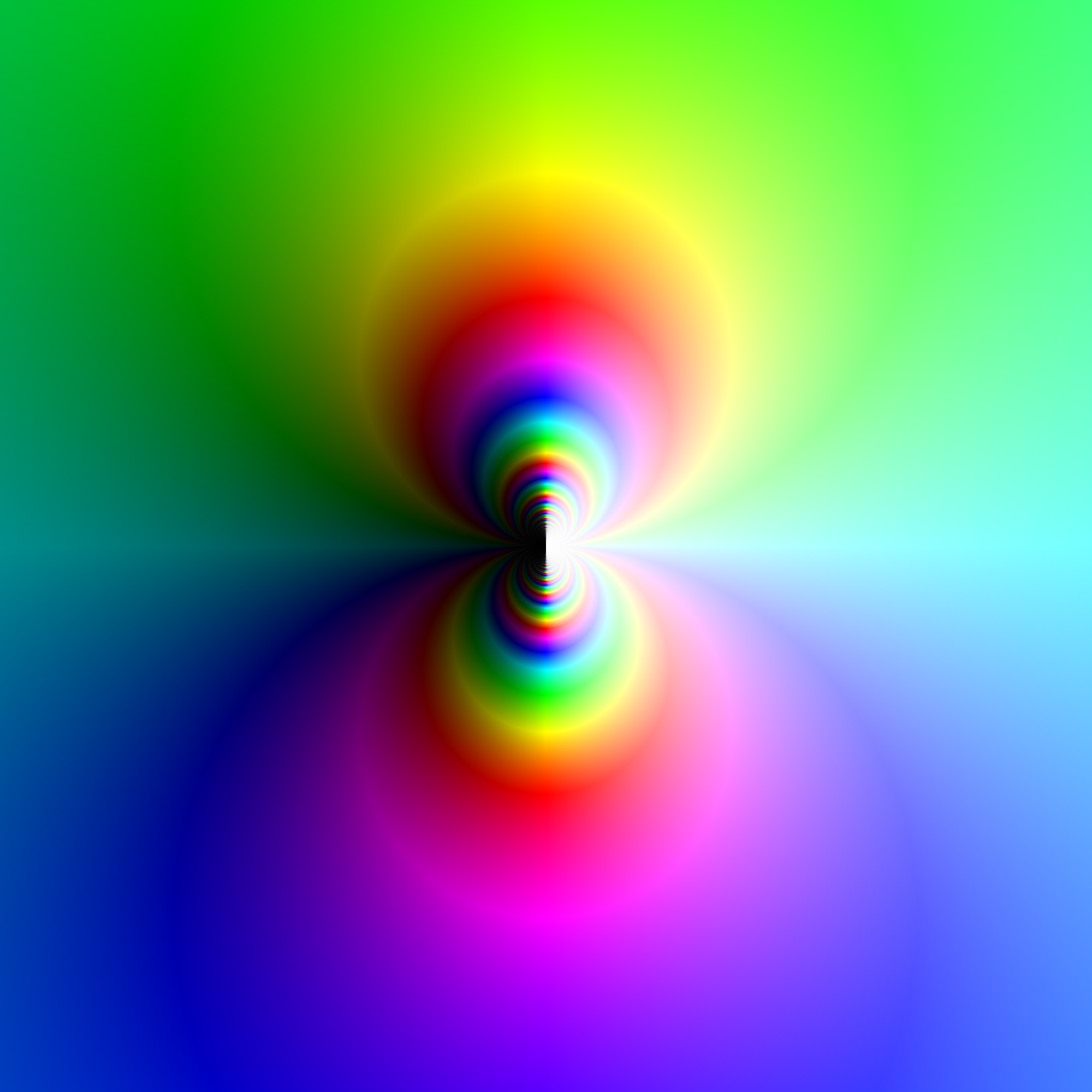
Plot der Funktion. Sie hat im Nullpunkt eine wesentliche Singularität (Bildmitte). Der Farbton entspricht dem komplexen Argument des Funktionswertes, während die Helligkeit seinen Betrag darstellt. Hier sieht man, dass sich die wesentliche Singularität unterschiedlich verhält, je nachdem, wie man sich ihr nähert (im Gegensatz dazu wäre ein Pol gleichmäßig weiß).

Es sei {\displaystyle \Omega =\mathbb {C} } und {\displaystyle z_{0}=0.}
- {\displaystyle f\colon \Omega \setminus \{0\}\to \mathbb {C} ,\,z\mapsto {\tfrac {\sin(z)}{z}}} kann durch {\displaystyle f(0)=1} stetig auf {\displaystyle \Omega } fortgesetzt werden, also hat {\displaystyle f} bei {\displaystyle 0} eine hebbare Singularität.
- {\displaystyle f\colon \Omega \setminus \{0\}\to \mathbb {C} ,\,z\mapsto {\tfrac {1}{z}}} hat bei {\displaystyle 0} einen Pol erster Ordnung, weil {\displaystyle g(z)=z^{1}\cdot f(z)} durch {\displaystyle g(0)=1} stetig auf {\displaystyle \Omega } fortgesetzt werden kann.
- {\displaystyle f\colon \Omega \setminus \{0\}\to \mathbb {C} ,\,z\mapsto \exp \left({\tfrac {1}{z}}\right)} hat bei {\displaystyle 0} eine wesentliche Singularität, weil {\displaystyle z^{k}\exp \left({\tfrac {1}{z}}\right)} für {\displaystyle z\to 0} für festes {\displaystyle k\in \mathbb {N} } stets unbeschränkt ist, beziehungsweise weil in der Laurentreihe um {\displaystyle z_{0}} unendlich viele Glieder des Hauptteils nicht verschwinden, denn es gilt

{\displaystyle f(z)=\sum _{n=0}^{\infty }{\frac {1}{n!\,z^{n}}}}.

## Nichtisolierte Singularitäten
Zusätzlich zu voneinander isolierten Singularitäten können auch nichtisolierte Singularitäten auftreten. Eine Singularität {\displaystyle z_{0}} heißt nicht isoliert, falls sich in jeder Umgebung um {\displaystyle z_{0}} mindestens eine zusätzliche Singularität findet.
Nichtisolierte Singularitäten können sowohl Grenzwerte einer Folge isolierter Singularitäten, als auch Elemente einer Menge sein, auf welche die Funktion nicht analytisch fortsetzbar ist, wie im Beispiel der Logarithmusfunktion die negative reelle Halbachse.

### Beispiele
- Die Funktion {\textstyle \tan \left({\frac {1}{z}}\right)} ist meromorph auf {\displaystyle \mathbb {C} \setminus \{0\}}, mit einfachen Polen in {\textstyle z_{n}=\left({\frac {\pi }{2}}+n\pi \right)^{-1}} für {\displaystyle n\in \mathbb {N} _{0}}. Die Polstellen häufen sich im Nullpunkt.
- Die Funktion {\textstyle \csc \left({\frac {\pi }{z}}\right)} hat eine nichtisolierte Singularität im Nullpunkt, denn {\textstyle z_{n}={\frac {1}{n}},n\in \mathbb {N} } ist eine Folge von Singularitäten mit Häufungspunkt in {\displaystyle 0}. (Die Singularitäten in {\textstyle z_{n}={\frac {1}{n}}} sind hingegen isolierte Singularitäten.)
- Die durch die Maclaurin-Reihe {\textstyle \sum _{n=0}^{\infty }z^{2^{n}}} definierte Funktion konvergiert im Inneren des Einheitskreises, kann aber nicht analytisch auf den Rand des Einheitskreises fortgesetzt werden. Die Punkte auf dem Rand des Einheitskreises sind nichtisolierte Singularitäten.